# 伊盖尔-苏伊
伊盖尔-苏伊（法語：Higuères-Souye，法語發音：[iɡɛʁ suj]）是法国大西洋比利牛斯省的一个市镇，属于波城区。该市镇于1842年由原市镇伊盖尔（Higuères）和苏伊（Souye）合并而成。

## 地理
伊盖尔-苏伊（43°22'41"N, 0°15'35"W）面积7.35 平方千米，位于法国新阿基坦大区大西洋比利牛斯省，该省份为法国东南部省份，涵盖了贝阿恩与北巴斯克，西临大西洋比斯開灣，北至朗德省，东北接热尔省，东临上比利牛斯省，南与西班牙接壤。
与伊盖尔-苏伊接壤的市镇（或旧市镇、城区）包括：巴兰克、贝尔纳代茨、加巴斯通、里于佩鲁斯、圣雅姆、圣洛朗-布列塔尼。

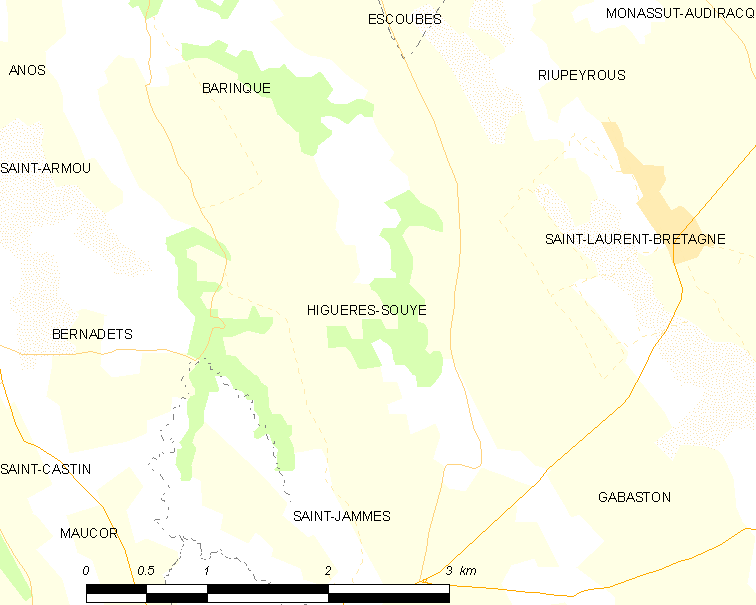
伊盖尔-苏伊的OSM定位图

伊盖尔-苏伊的时区为UTC+01:00、UTC+02:00（夏令时）。

## 行政
伊盖尔-苏伊的邮政编码为64160，INSEE市镇编码为64262。

## 政治
伊盖尔-苏伊所属的省级选区为莫尔拉斯与蒙塔内雷斯地区县。

## 人口

1962-2008年间伊盖尔-苏伊人口变化图示

伊盖尔-苏伊于2022年1月1日时的人口数量为276人。